# Jogan
Jogan je priimek v Sloveniji, ki ga je po podatkih Statističnega urada Republike Slovenije na dan 1. januarja 2010 uporabljalo 62 oseb.

## Znani nosilci priimka
- Alen Jogan (*1985), nogometaš
- Ana Bucik Jogan (*1993), smučarka
- Dunja Jogan, ilustratorka in grafična oblikovalka (Italija)
- Ettore (Hektor) Jogan, psihiater in psihoanalitik iz Trsta
- Jernej (Nejc) Jogan (*1966), biolog, botanik, univ. prof.
- Kris Jogan (*1991), nogometaš
- Maca Jogan (*1943), sociologinja, univ. profesorica
- Matija Jogan (*1977), zamejski športnik košarkar, trener
- Matjaž Jogan (*1972), računalničar
- Oskar Jogan (*1932), varnostni inženir, župan Izole, fotograf in likovni umetnik amater
- Savin Jogan (*1937), pravnik in politolog, univ. prof., publicist
- Vesna Jogan, slikarka amaterka (Kras)